# La Neuville-sur-Ressons
La Neuville-sur-Ressons là một xã thuộc tỉnh Oise trong vùng Hauts-de-France phía bắc nước Pháp. Xã này nằm ở khu vực có độ cao trung bình 74 mét trên mực nước biển.